# 女婆坳
女婆坳，是香港沙田區東部的一個山坳，位於女婆山與石芽山之間，為往來梅子林、花心坑的「梅花古道」必經之地。客家原名為簍婆坳，意指山上石頭貌似背負竹簍之女子，後因語言翻譯問題錯寫為女婆坳。